# Воинское кладбище № 61 (Вирхне)
Воинское кладбище № 61 — Вирхне (пол. Cmentarz wojenny nr 61 - Wirchne) — воинское кладбище, расположенное в окрестностях села Гладышув, Малопольское воеводство. Кладбище входит в группу Западногалицийских воинских захоронений времён Первой мировой войны. На кладбище похоронены военнослужащие Австрийской и Российской армий, погибшие во время Первой мировой войны в феврале — марте 1915 года.

## История
Кладбище было основано в 1915 году по проекту словацкого архитектора Душана Юрковича. На кладбище площадью 790 квадратных метра находится 3 братских и 32 индивидуальных могил, в которой похоронены 189 австрийских и 5 русских солдат.

## Источник
- Oktawian Duda: Cmentarze I wojny światowej w Galicji Zachodniej. Warszawa: Ośrodek Ochrony Zabytkowego Krajobrazu, 1995. ISBN 83-85548-33-5.
- Beskid Niski: przewodnik. Pruszków: Rewasz, 2002. ISBN 83-85557-98-9.